# Dialekt południowo-zachodniomacedoński

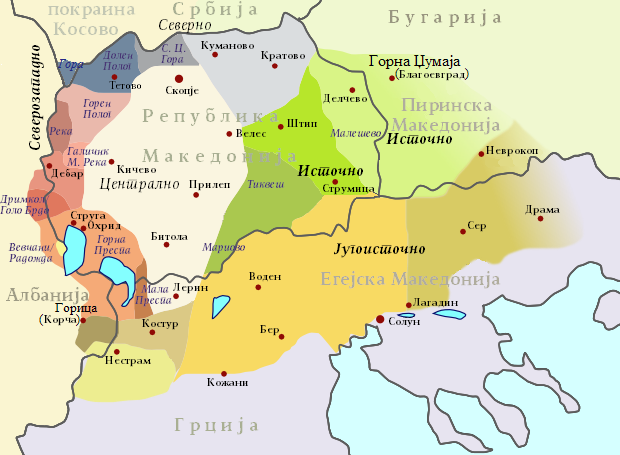
Gwary południowo-zachodnie (odcienie beżu) na mapie gwar macedońskich

Dialekt południowo-zachodniomacedoński (mac. костурско-корчански говори) – ugrupowanie gwar macedońskich, charakteryzujące się licznymi archaizmami wynikającymi z peryferyjnego położenia, w których wyodrębnia się gwarę korczańską, kosturską i nestramską.

## Cechy językowe

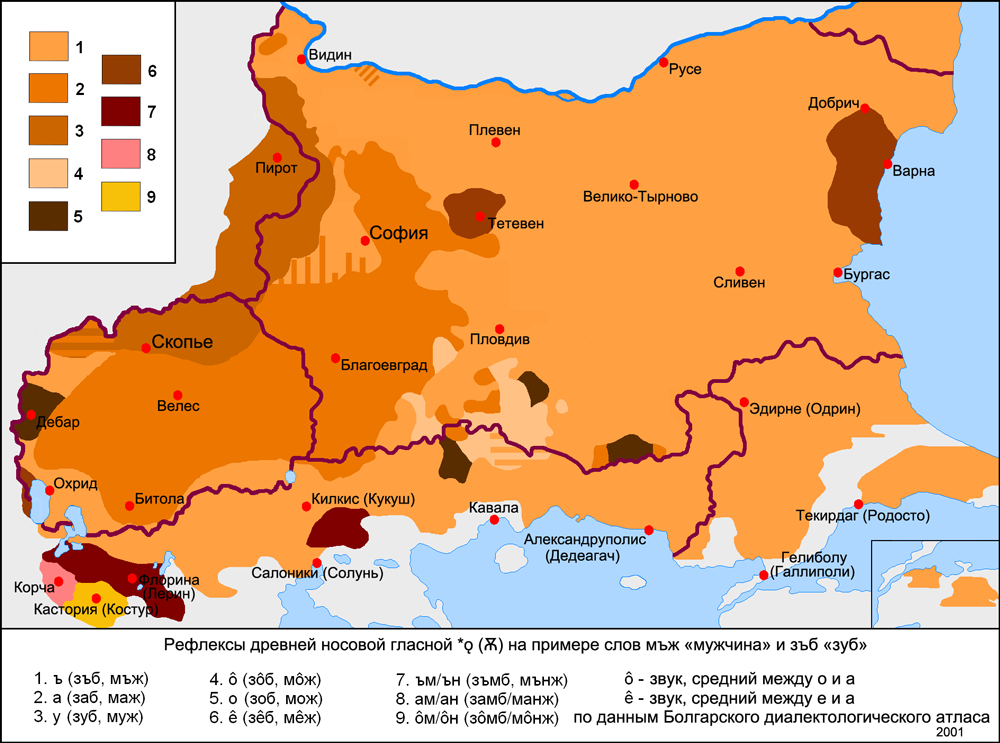
Kontynuanty prasłowiańskiej nosówki *ǫ w gwarach bułgarskich i macedońskich

Charakterystycznymi cechami fonetycznymi gwar południowo-zachodnich są:
- typowe, charakterystyczne dla gwar centralnych, kontynuanty prasłowiańskich jerów, np. son, den z psł. *sъnъ, *dьnь, co odróżnia ten obszar od gwar południowomacedońskich[3],
- na większości obszaru zachowanie prasłowiańskich samogłosek nosowych, charakterystyczne  również dla gwar południowomacedońskich[4][5],
- brak środkowomacedońskiego przejścia *ję- > *jǫ-[3],
- w wielu gwarach przejścia psł. *ě (jać) oraz *ę w ’ä w zgłoskach akcentowanych[3],
- prasłowiańskie *ť i *ď dały odpowiednio šč oraz žǯ (ždž), žd lub ž[6],
- różnorodne kontynuanty prasłowiańskiego sonantycznego *l̥, np. l̥, ol, oł, ał, ə lub też al, ăl, ål[3],
- grupa *čr- na ogół dała čer- lub čar, choć na północy obszaru dała, podobnie jak w gwarach centralnych, cr-[6],

Morfologia gwar południowo-zachodnich wyróżnia się takimi cechami, jak:
- rozmaite partykuły futuralne: ḱe, za lub ža (zapewne z wcześniejszego šče da)[6],
- konstrukcje czasownikowe z imam typu jas imam praveno oraz typu sum dojden,
- jeden rodzajnik (w odróżnieniu od trojakiego w literackim macedońskim) -o, -ta, -to[6],
- użycie końcówki -nišča w l. mn. rzeczowników rodzaju nijakiego, np. kučenišča, polenišča[7],
- obecność form dopełniacza i celownika typu čovekatogo, čovekutomu[5],
- zaimek wskazujący soj z psł. *sь[5],
- charakterystyczny przyrostek -ar pochodzenia albańskiego, tworzący nazwy mieszkańców miast, np. Nestramar, Korčar[8].